# Сен-Лоран-дю-Пон
Сен-Лоран-дю-Пон (фр. Saint-Laurent-du-Pont) — коммуна во Франции, находится в регионе Рона — Альпы. Департамент коммуны — Изер. Входит в состав кантона Шартрёз-Гье. Округ коммуны — Гренобль.
Код INSEE коммуны — 38412. Население коммуны на 1999 год составляло 4300 человек. Населённый пункт находится на высоте от 379  до 1735 метров над уровнем моря. Муниципалитет расположен на расстоянии около 470 км юго-восточнее Парижа, 85 км юго-восточнее Лиона, 23 км севернее Гренобля. Мэр коммуны — Жан-Клод Сарте, мандат действует на протяжении 2020—2026 годов.
В 1970 году произошёл пожар в ночном клубе Cinq-Sept, в котором погибли 146 человек.
Динамика населения (INSEE):

## Города-побратимы
- Хердорф, Германия (1984)
- Бербенно, Италия (1985)